# Ministeri d'Afers Estratègics d'Israel
El Ministeri d'Afers Estratègics (en hebreu: המשרד לנושאים אסטרטגיים, HaMisrad LeNos'im Astrategi'im) és un ministeri de govern israelià.
El ministeri fou creat el 2006 per Avigdor Lieberman, tant punt el partit Yisrael Beiteinu s'uní a la coalició de govern. Lieberman reclamà el càrrec ministerial de Seguretat Pública, però en aquell moment estava sota investigació policial, i el càrrec ja l'havia assumit Avi Dichter. Com a resultat, es varen crear un càrrec i un ministeri nou, amb la funció de coordinar seguretat, intel·ligència i les iniciatives diplomàtiques relacionades amb Iran i d'altres amenaces estratègiques, informant al Primer ministre, Ehud Olmert. Lieberman deixà el govern el 18 de gener de 2008, i el ministeri fou tancat tres mesos més tard.
Seguint la formació d'un nou govern el març de 2009, es varen ressuscitar el càrrec i el ministeri.

## Llista de ministres
El ministre d'Afers Estratègic (en hebreu: שר לנושאים אסטרטגיים, Sar LaNos'im Astrategi'im) és responsable del ministeri i ocupa un lloc al gabinet israelià.
| Núm. | Ministre          | Partit           | Govern                | Inici de mandat | Final de mandat | Notes                       |
| ---- | ----------------- | ---------------- | --------------------- | --------------- | --------------- | --------------------------- |
| 1    | Avigdor Lieberman | Yisrael Beiteinu | gabinet Olmert        | 30 octubre 2006 | 18 gener 2008   |                             |
| 2    | Ehud Olmert       | Kadima           | gabinet Olmert        | 18 gener 2008   | 13 abril 2008   | També com a Primer ministre |
| 3    | Moshe Ya'alon     | Likkud           | gabinet Netanyahu II  | 31 març 2009    | 18 març 2013    |                             |
| 4    | Yuval Steinitz    | Likkud           | gabinet Netanyahu III | 18 març 2013    | 14 maig 2015    |                             |
| 5    | Ze'ev Elkin       | Likkud           | gabinet Netanyahu IV  | 14 maig 2015    | 25 maig 2015    |                             |
| 5    | Gilad Erdan       | Likkud           | gabinet Netanyahu IV  | 25 maig 2015    | actualitat      |                             |